# Ol'ga Izmajlovna Semënova-Tjan-Šanskaja
Ol'ga Izmajlovna Semënova-Tjan-Šanskaja (in russo Ольга Измайловна Семёнова-Тян-Шанская?; San Pietroburgo, 9 settembre 1911 – Leningrado, 4 novembre 1970) è stata una scacchista sovietica.
Nipote del celebre geografo russo Pëtr Semënov Tjan-Šanskij, imparò a giocare a scacchi all'età di 18 anni.
Ottenne il primo importante risultato vincendo nel 1933 il campionato femminile di Leningrado.
Partecipò a nove Campionati sovietici femminili, vincendone due (1934 e 1936). Nel 1937 si classificò al 2º-3º posto e nel 1953 al 3º-5º posto.